# Утрам Тірунал Мартанда Варма
Утрам Тірунал Мартанда Варма (26 вересня 1814 — 18 серпня 1860) — правитель південноіндійської держави Траванкор, молодший брат Сваті Тірунала Рами Варма.

## Життєпис
Молодший син магарані Говрі Лакшмі Баї та Коїл Тампурана. Здобув гарну освіту разом з братом Сваті Тірунал Рама Варма, який у 1829 році став фактичним правителем держави. Був прогресивним правителем. Водночас намагався протистоянти амбіціям та зазіханням на повноваження магараджі британським резидентом генералом Вільямом Кулленом, проте марно. Значну вагу за правління Утрам Тірунал Мартанди Варми мав давані (на кшталт прем'єр-міністра) Кришна Рао, який спирався на допомогу Куллена. Лише у 1858 році вдалося змінити давані на Мадхава Рао.
Водночас за володарювання цього магараджі було 1851 року скасовано рабство. Продовжив політику попереднику щодо залучення інженерів з Великої Британії, які зводили мости та нові шляхи. У 1853 році в столиці Тируванантапурам було споруджено перший бетонний міст в Траванкорі.
після його смерті у 1860 році трон успадкував небіж Аїлам Тірунал.